# Лимб (астрономия)
Лимб (лат. limbus — рубеж, край, предел) — видимый край диска Луны, Солнца или планеты в проекции на небесную сферу.
Практически все небесные тела для наблюдателя на поверхности Земли видны лишь маленькими точками. Невооружённым глазом можно наблюдать лишь диски Луны и Солнца — из-за их близости к Земле и их больших угловых размеров. С помощью телескопа можно различить диски ещё некоторых небесных тел Солнечной системы.